# Arthroleptis lonnbergi
Arthroleptis lonnbergi är en groddjursart som beskrevs av Fritz Nieden 1915. Arthroleptis lonnbergi ingår i släktet Arthroleptis och familjen Arthroleptidae. IUCN kategoriserar arten globalt som otillräckligt studerad. Inga underarter finns listade i Catalogue of Life.